# Maurizio Sandro Sala

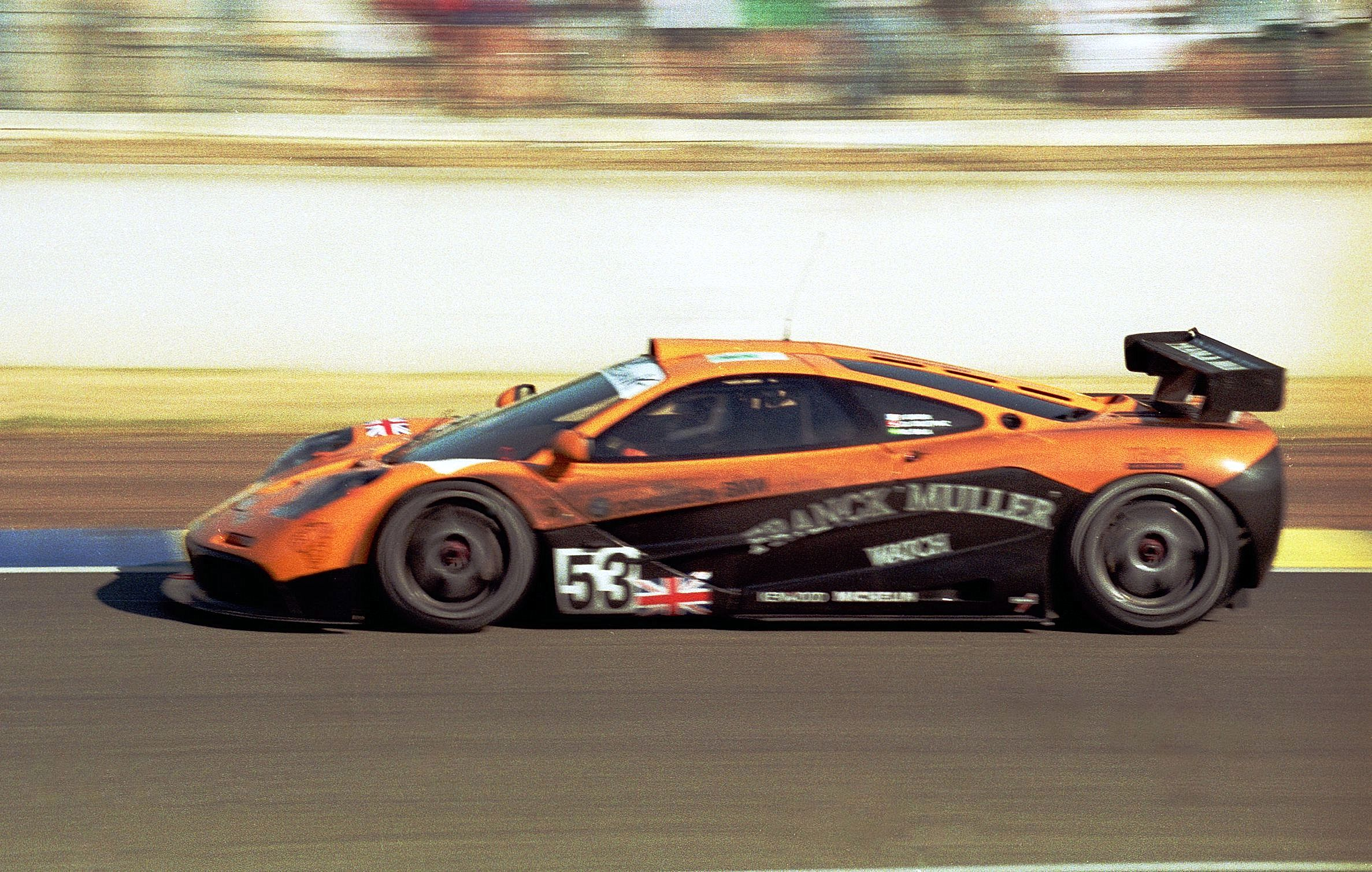
Der McLaren F1 GTR mit dem Maurizio Sandro Sala beim 24-Stunden-Rennen von Le Mans 1996 am Start war

Maurizio Sandro Sala (* 27. August 1958 in São Paulo) ist ein ehemaliger brasilianischer Automobilrennfahrer.

## Karriere
Maurizio Sandro Sala begann seine Karriere in der brasilianischen Formel-Ford-Meisterschaft. 1984 kam er nach Europa und gewann in diesem Jahr nach sechs Siegen bei 24 Wertungsläufen die Gesamtwertung der britischen Formel-Ford-2000-Meisterschaft. Es folgten Erfolge in der Formel 3. 1986 wurde er hinter Andy Wallace Gesamtzweiter in der Britischen Formel-3-Meisterschaft.
1987 verlegte er seine Aktivitäten nach Japan und wurde dort Siebter in der Japanischen Formel-3-Meisterschaft und ein Jahr später Gesamtdritter. Parallel fuhr er dort in den folgenden Jahren Touren- und Sportwagenrennen. Der Wechsel nach Japan wurde vom Scheitern einer möglich scheinenden Formel-1-Karriere beeinflusst. Vor dem Beginn der Saison 1986 war bei den ersten Testfahrten des neuen Einsatzfahrzeuges von Toleman. Den ersten Shakedown mit dem späteren Benetton B186 fuhr Teo Fabi. Neben Sandro Sala und Fabi waren auch Paolo Barilla und Alessandro Nannini in die Testarbeit eingebunden. Trotz ansprechender Testzeiten erhielt er keinen Vertrag. Da Toleman inzwischen an die italienische Benetton Group verkauft worden war, entschieden die Teamführung von Benetton Formula über die Fahrer. Neben dem Italiener Fabi wurde der Österreicher Gerhard Berger engagiert. Nachdem auch ein Vertrag mit dem Brabham-Team nicht zustande kam, bewog ihn sein damaliger Manager Bernie Ecclestone zum Engagement in Japan.
Ende der 1980er-Jahre verließ Sandro Sala die Monoposto-Szene und ging fast nur mehr bei Sportwagenrennen an den Start. Er wurde zu einem der erfolgreichsten Sportwagen-Piloten der 1990er-Jahre. Beim 24-Stunden-Rennen von Le Mans 1992 erreichte er den vierten Platz. 1995 wurde er Zweiter in der BPR Global GT Series und erneut Vierter in Le Mans.
Nach dem Ende seiner Karriere 2004 war er einige Jahre Renningenieur und führt seither einen Kfz-Handel in seiner Heimatstadt São Paulo.

## Statistik

### Le-Mans-Ergebnisse
| Jahr | Team                    | Fahrzeug       | Teamkollege         | Teamkollege           | Teamkollege    | Platzierung | Ausfallgrund  |
| ---- | ----------------------- | -------------- | ------------------- | --------------------- | -------------- | ----------- | ------------- |
| 1989 | Brun Motorsport         | Porsche 962C   | Roland Ratzenberger | Walter Lechner senior |                | Ausfall     | Reifenschaden |
| 1990 | Team Le Mans            | Nissan R89C    | Anders Olofsson     | Takao Wada            |                | Ausfall     | Zündung       |
| 1991 | Mazdaspeed Co. Ltd.     | Mazda 787      | Dave Kennedy        | Stefan Johansson      |                | Rang 6      |               |
| 1992 | Mazdaspeed Co. Ltd.     | Mazda MXR-01   | Bertrand Gachot     | Volker Weidler        | Johnny Herbert | Rang 4      |               |
| 1995 | GTC Gulf Racing         | McLaren F1 GTR | Ray Bellm           | Mark Blundell         |                | Rang 4      |               |
| 1996 | Kokusai Kaihatsu Racing | McLaren F1 GTR | Jean-Denis Delétraz | Fabien Giroix         |                | Ausfall     | Motorschaden  |

### Sebring-Ergebnisse
| Jahr | Team              | Fahrzeug                | Teamkollege                | Teamkollege    | Platzierung | Ausfallgrund |
| ---- | ----------------- | ----------------------- | -------------------------- | -------------- | ----------- | ------------ |
| 1994 | Konrad Motorsport | Porsche 911 Carrera RSR | Antônio de Azevedo Hermann | Eric van Vliet | Rang 14     |              |

### Einzelergebnisse in der Sportwagen-Weltmeisterschaft
| Saison | Team              | Rennwagen    | 1   | 2   | 3   | 4   | 5   | 6   | 7   | 8   | 9   | 10  | 11  |
| ------ | ----------------- | ------------ | --- | --- | --- | --- | --- | --- | --- | --- | --- | --- | --- |
| 1987   | Best House Racing | Mazda 737C   | JAR | JER | MON | SIL | LEM | NÜN | BRH | NÜR | SPA | FUJ |     |
| 1987   | Best House Racing | Mazda 737C   |     |     |     |     |     |     | 21  |     |     |     |     |
| 1988   | Team Schuppan     | Porsche 962  | JER | JAR | MON | SIL | LEM | BRÜ | BRH | NÜR | SPA | FUJ | SAN |
| 1988   | Team Schuppan     | Porsche 962  |     |     |     |     |     |     | 21  |     |     |     |     |
| 1989   | Brun Motorsport   | Porsche 962  | SUZ | DIJ | JAR | BRH | NÜR | DON | SPA | MEX |     |     |     |
| 1989   | Brun Motorsport   | Porsche 962  | 8   |     |     |     |     |     |     |     |     |     |     |
| 1991   | Mazdaspeed        | Mazda 787B   | SUZ | MON | SIL | LEM | NÜR | MAG | MEX | AUT |     |     |     |
| 1991   | Mazdaspeed        | Mazda 787B   | 6   | 7   | 11  | 6   | 5   | 7   |     | 9   |     |     |     |
| 1992   | Mazdaspeed        | Mazda MXR-01 | MON | SIL | LEM | DON | SUZ | MAG |     |     |     |     |     |
| 1992   | Mazdaspeed        | Mazda MXR-01 | DNF | 2   | 4   | 5   | DNF | 6   |     |     |     |     |     |